# Astorgi IV Manfredi
Astorgi IV Manfredi (1470 - Ravenna, 24 de desembre de 1509) va ser fill natural de Galeot Manfredi i Cassandra Pavoni, i es va dir de naixement Francesc Manfredi adoptant el nom d'Astorgi en ser proclamat senyor l'octubre de 1503.
Va ser governador de Val di Lemona 1489. Va ser proclamat senyor sobirà de Faenza l'octubre de 1503 però va ser deposat el 19 de novembre del mateix any. Va morir a Ravenna el 24 de desembre de 1509. Estava casat amb Beatriu de Carpegna.